# 佐藤謙次
佐藤 謙次（さとう けんじ、1997年1月16日 - ）は、日本の男子バレーボール選手である。

## 来歴
青森県三戸郡田子町出身。バレーボールを始めたのは中学1年生の時に、先輩に勧められたのがきっかけだという。
青森県立弘前工業高等学校を経て、2015年、東海大学に進学。
2018年10月、サントリーサンバーズに内定し、2019年、サントリーに入団。

## 所属チーム
- 青森県立弘前工業高等学校（2012-2015年）
- 東海大学（2015-2019年）
- サントリーサンバーズ/サントリーサンバーズ大阪（2019年-）